# Siraba Dembélé
Siraba Dembélé Pavlović (Dreux, 28 de junho de 1986) é uma handebolista profissional francesa, medalhista olímpica.

## Carreira
Dembélé fez parte do elenco medalha de prata nos Jogos Olímpicos Rio 2016.